# 2290 Helffrich
2290 Helffrich è un asteroide della fascia principale. Scoperto nel 1932, presenta un'orbita caratterizzata da un semiasse maggiore pari a 2,5897537 UA e da un'eccentricità di 0,2356234, inclinata di 11,54114° rispetto all'eclittica.
L'asteroide è dedicato all'astronomo tedesco Joseph Helffrich.